# Code de déontologie médicale (Tunisie)
Pour les articles homonymes, voir Code de déontologie médicale.
Le Code de déontologie médicale (arabe : مجلة واجبات الطبيب) est un ensemble de dispositions législatives règlementant l'exercice de la médecine en Tunisie. Il est promulgué par le décret no 73-496 du 20 octobre 1973. Un nouveau code est ensuite adopté en vertu du décret no 93-1155 du 17 mai 1993.
Les infractions à ce code relèvent du conseil de discipline de l'Ordre des médecins de Tunisie.

## Structure
Le Code de déontologie médicale actuel est divisé en 7 titres et 123 articles :
- Article premier : stipulant que les dispositions du code s'imposent à tout médecin inscrit au tableau de l'Ordre des médecins de Tunisie ainsi qu'à tout médecin exécutant un acte professionnel ainsi qu'aux étudiants en médecine effectuant un remplacement.
- Titre premier : Des devoirs généraux des médecins (articles 2 à 30)
- Titre II : Des devoirs des médecins envers les malades (articles 31 à 48)
- Titre III : Des devoirs de confraternité (articles 49 à 61)
- Titre IV : Des devoirs des médecins envers les membres des professions paramédicales et les auxiliaires médicaux (articles 62 et 63)
- Titre V : Des règles particulières à certains modes d'exercice
  - Chapitre premier : Dispositions générales (articles 64 à 67)
  - Chapitre II : De l'exercice de la médecine de contrôle (articles 68 à 71)
  - Chapitre III : De l'exercice de la médecine d'expertise (articles 72 à 74)
  - Chapitre IV : De l'exercice salarié de la médecine (articles 75 à 78)
  - Chapitre V : De l'exercice de la médecine du travail (articles 79 à 81)
  - Chapitre VI : De l'exercice de la médecine en libre pratique (articles 82 à 98)
- Titre VI : Des règles relatives à l'expérimentation et aux recherches sur l'homme 
  - Dispositions générales (articles 99 à 102)
  - Chapitre premier : De l'expérimentation thérapeutique (articles 103 et 104)
  - Chapitre II : De l'expérimentation non thérapeutique (articles 105 à 111)
- Titre VII : Dispositions diverses (articles 112 à 123)